# Liste des Premiers ministres du Kenya
Le Premier secrétaire du Cabinet du Kenya (en swahili : Waziri Mkuu wa Kenya ; en anglais : Prime Cabinet Secretary of Kenya) est la troisième plus haute fonction du gouvernement de la république du Kenya après celle de président et vice-président de la République. 
Créé sous le nom de Premier ministre en 1963, Jomo Kenyatta est la première personne à l'occuper. En 1964, le Kenya devient une république, le poste de Premier ministre est aboli et Kenyatta devient président de la République. 
Le poste est recréé en avril 2008 à la suite d'un accord de partage du pouvoir signé en février 2008 à l'issue des violences postélectorales de 2007 à 2008. La fonction est occupée par Raila Odinga. Le rôle de Premier ministre est de nouveau aboli par la Constitution de 2010 après les élections de 2013
Le 27 septembre 2022, le poste est à nouveau rétabli sous le nom de « Premier secrétaire du Cabinet » en vertu d'un décret du président William Ruto, nommant Musalia Mudavadi.

## Liste
| N°                                                     | Photo                                             | Nom                                               | Début du mandat                                   | Fin du mandat                                     | Parti politique                                   |
| Premier ministre du dominion du Kenya (1963-1964)      | Premier ministre du dominion du Kenya (1963-1964) | Premier ministre du dominion du Kenya (1963-1964) | Premier ministre du dominion du Kenya (1963-1964) | Premier ministre du dominion du Kenya (1963-1964) | Premier ministre du dominion du Kenya (1963-1964) |
| ------------------------------------------------------ | ------------------------------------------------- | ------------------------------------------------- | ------------------------------------------------- | ------------------------------------------------- | ------------------------------------------------- |
| 1                                                      |                                                   | Jomo Kenyatta (1891-1978)                         | 1er juin 1963                                     | 12 décembre 1964                                  | Union nationale africaine du Kenya                |
| Premier ministre de la république du Kenya (2008-2013) |                                                   |                                                   |                                                   |                                                   |                                                   |
| 2                                                      |                                                   | Raila Odinga (1945-)                              | 17 avril 2008                                     | 9 avril 2013                                      | Mouvement démocrate orange                        |
| Premier secrétaire du Cabinet du Kenya (depuis 2022)   |                                                   |                                                   |                                                   |                                                   |                                                   |
| 3                                                      |                                                   | Musalia Mudavadi (1960-)                          | 27 octobre 2022                                   | en cours                                          | Congrès national Amani (en)                       |